# 克里夫·斯特恩斯
克里夫·斯特恩斯（英語：Cliff Stearns；1941年4月16日—），美国政治人物、美國空軍退役上尉。在1989年至2013年期間擔任佛罗里达州第6選舉區選出的聯邦眾議員。他的黨籍是共和黨，畢業於喬治華盛頓大學。